# Central College (Iowa)
Central College es una universidad privada (en concreto, lo que en EE. UU. se conoce como liberal arts college) situada en Pella, estado de Iowa, Estados Unidos. Se trata de una institución de educación superior fundada en 1853 y afiliada a la Reformed Church in America. 
Central College cuenta con unos 1.600 estudiantes y un campus principal de unos 526.000 m². La universidad es renombrada por sus programas de intercambio con el extranjero, y sus equipos deportivos reciben el sobrenombre de The Dutch, debido a las raíces neerlandesas de la localidad de Pella.

## Historia

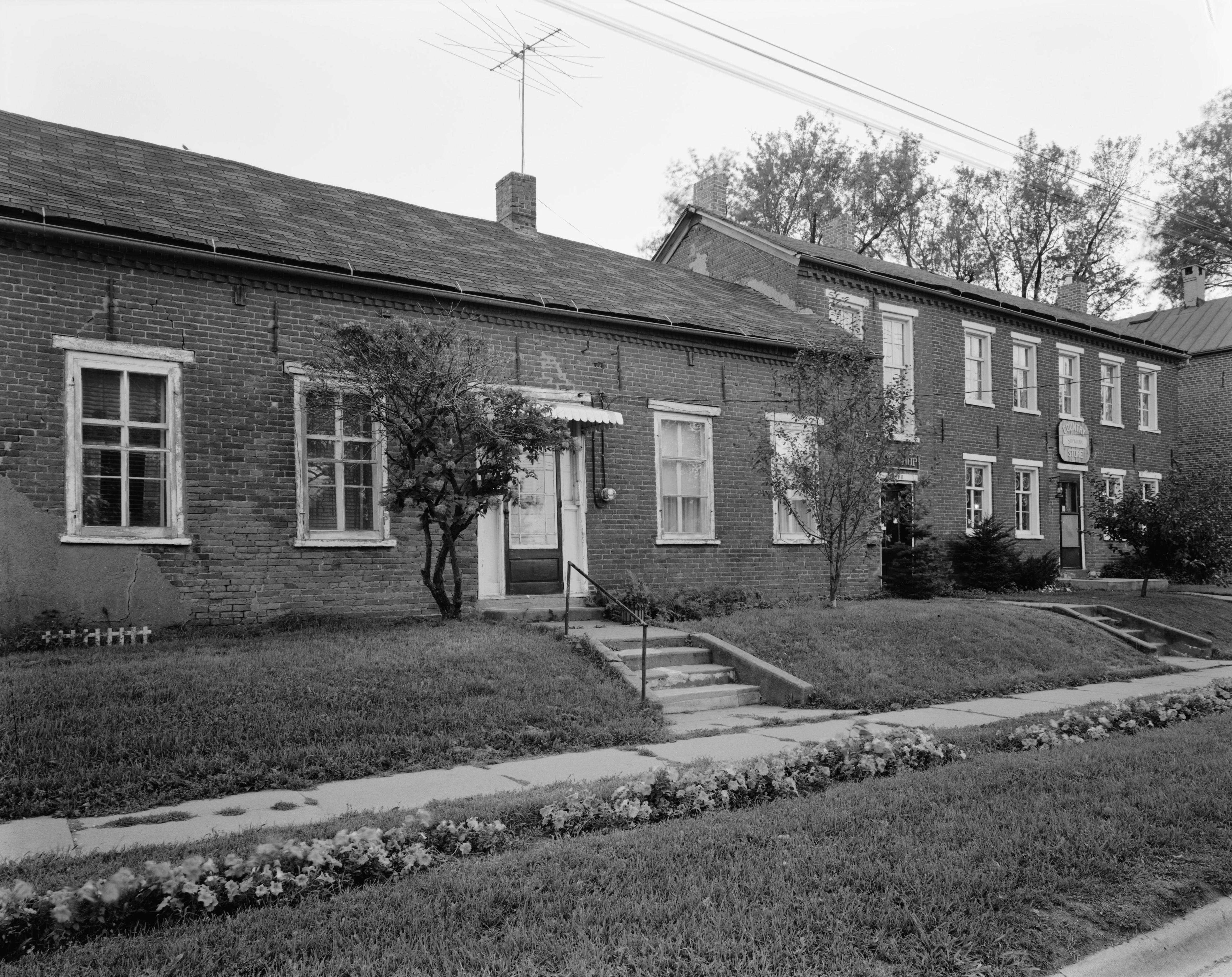
Las primeras clases de Central College se dieron en estos edificios: la William Van Asch House y la Huibert Debooy Commercial Room.

La universidad fue fundada en 1853 y entró en funcionamiento oficialmente el 8 de octubre de 1854. La primera clase tuvo 37 alumnos. Central College fue una institución baptista hasta 1916, cuando pasó a manos de la Reformed Church in America.
Llamada originalmente Central University of Iowa (CUI), adoptó oficialmente el nombre de Central College a mediados de los años 90.
Desde la universidad emite la emisora de radio local 89.1 KCUI-FM.
Central College cuenta con multitud de edificios de interés histórico y arquitectónico. Los primeros edificios del college datan de 1853 y son de estilo colonial neerlandés. Hoy día forman parte de la Strawton Inn. La primera residencia de estudiantes, Cotton Hall, se caracteriza por su porche victoriano y sus vidrieras. Otro de los atractivos urbanísticos del campus es el estanque que se ubica en su centro.

## Alumnos destacados
- Vern Den Herder, jugador de fútbol americano, zaguero, que militó en los Miami Dolphins y ganó 2 Super Bowls consecutivas. Miembro del College Football Hall of Fame
- Harry Smith, periodista televisivo.
- Steve Bell, presentador y periodista televisivo.
- Bernadette Allen, embajadora de los Estados Unidos en Níger.
- Jack Lindine, actor

## Áreas de estudio
| - Contabilidad - Antropología - Artes - Biología - Administración de empresas - Química - Comunicación - Informática - Economía - Educación primaria y secundaria - Lengua y literatura inglesas - Ciencias ambientales | - Ciencias del deporte - Lengua y literatura francesas - Lengua y literatura alemanas - Historia - Sistemas de información - Relaciones internacionales - Estudios internacionales - Estudios generales - Lingüística - Matemáticas - Música | - Educación musical - Ciencias naturales - Filosofía - Física - Ciencias políticas - Psicología - Religión - Ciencias sociales - Sociología - Lengua y literatura españolas - Teatro |

## Actividades artísticas y culturales
- Instalaciones y galería para artes visuales.
- 18 grupos musicales:
  - A Cappella Choir (coro a capela)
  - Ensemble de vientos
  - Chamber Singers
  - Ensemble de clarinetes
  - College-Community Band (banda)
  - College-Community Chorus (coro)
  - College-Community Orchestra (orquesta)
  - Flute Choir
  - Handbell Choir
  - Grupo de jazz
  - Flying Pans Steel Drum Band (percusión metálica)
  - Pep Band
  - Ensemble de percusión
  - Ensemble de piano
  - Ensemble de cuerda
  - Ensemble sinfónico de vientos
  - Vocal/Instrumental Jazz and Pop Combo
  - Ensemble de vientos (madera)
- Grupo de teatro Theatre Central

## Deportes
Equipos:
- Béisbol
- Baloncesto (masculino y femenino)
- Campo a través (masculino y femenino)
- Fútbol americano
- Golf (masculino y femenino)
- Fútbol (masculino y femenino)
- Softball
- Tenis (masculino y femenino)
- Atletismo (masculino y femenino)
- Voleibol
- Lucha libre
- Central College cuenta también con equipos de animadoras y baile que ganaron primeros premios en la Competición ISDTA de 2008, celebrada en el Veterans Memorial de Des Moines.

Las instalaciones deportivas se encuentran en el complejo A. N. Kuyper.

## Programas de intercambio
Nueve destinos:
- Viena,  Austria
- Hangzhou,  Chile
- Londres,  Reino Unido
- París,  Francia
- Acra,  Ghana
- Mérida,  México
- Leiden,  Países Bajos
- Granada,  España
- Bangor,  Gales

## Vida estudiantil
En Central College existen actualmente ocho fraternidades masculinas y femeninas. Todas forman parte del "Greek Council", en el que al menos tres representantes de cada fraternidad se reúnen para discutir asuntos relacionados con la vida estudiantil (fraternidades, alojamiento para estudiantes, actividades, proyectos, etcétera). Todas las fraternidades son locales y no tienen secciones en otras universidades.
Las hermandades son: Beta Kappa Epsilon (ΒΚΕ), la fraternidad más antigua de Central College, fundada en 1947, familiarmente, "the Beakes"; Phi Delta Tau (ΦΔΤ), iniciales de Hermandad Fuerza y Honor en griego antiguo, segunda fraternidad más antigua de la universidad, fundada en 1961, Theta Kappa Alpha (ΘΚΑ), fundada en 1967; Sigma Phi Omega (ΣΦΩ), primera hermandad femenina, fundada en 1969; Alpha Delta Epsilon (ΑΔΕ), fundada en 1971; Alpha Zeta Chi (ΑΖΧ), fundada 1988 y primera fraternidad mixta; Zeta Upsilon (ZY) hermandad femenina fundada en 1996; y Psi Sigma Tau (ΨΣΤ), la fraternidad más joven, mixta y fundada en 2006.